# Université du Wisconsin à Green Bay
L'université du Wisconsin à Green Bay (anglais : University of Wisconsin–Green Bay) est une université située à Green Bay, dans le Wisconsin, avec des campus régionaux à Marinette, Manitowoc et Sheboygan. Fondé en 1965, elle fait partie du système de l'Université du Wisconsin. 
À l'automne 2016, le nombre d'étudiants inscrits était d'environ 7 030, dont 6 758 étudiants de premier cycle.
Depuis sa fondation, l'école a mis l'accent sur la durabilité environnementale (surnommée «Eco U» dans les années 1970 par Newsweek) et propose des programmes d'associé, de licence et de maîtrise.
La mascotte de l'université est le Phoenix.